# Honda Dax

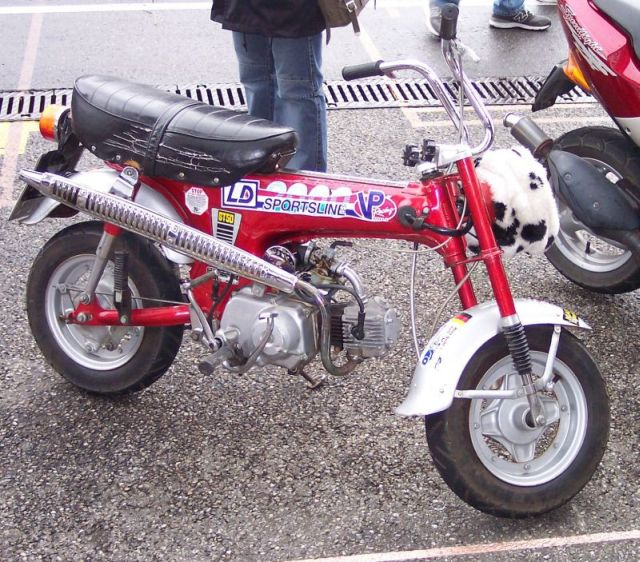
Honda Dax

Honda Dax är en liten motorcykel i miniformat med fyrtaktsmotor och en enkel ram i pressad plåt..
1968 började Honda arbeta på en prototyp till en större version än den lilla Honda Z50 Monkey Bike. Motorn blev uppgraderad till 72cc för litet mer effekt. Den började serietillverkas 1969. Flera olika modeller har tillverkats genom åren bland annat en 50 cc version för den europeiska marknaden. Dax kommer från tyskans "dachshund" vilket betyder tax och anspelar på Daxens utdragna form. Modellen kallades i Europa för ST70 och i USA för CT70. Den första Daxen i Europa såldes 1970. I Europa såldes den i två modeller, ST70 med 72cc motor och ST50 med 49cc motor. 1972 kom en storebror till ST70 och CT70, ST90 med 89,5cc motor. Även kallad "Mighty Dax". ST90 var lite större på grund av sina 14 tums hjul istället för ST70 och CT70 som hade 10 tums hjul. ST90 tillverkades bara i tre år och såldes bara i USA. Honda tillverkade de sista modellerna av ST70 i slutet av 1990-talet (1999). Honda sålde sedan rättigheterna till en kinesisk tillverkare (finns detta dokumenterat? I Kina brukar man inte vara överdrivet noga med rättigheter och ett flertal olika tillverkare i Kina gör Dax-kopior, inte bara en) och idag tillverkas både Monkey-, Gorilla- och Daxkopior i både 125 cc och med 50cc motor. De sistnämnda säljs i Sverige som EU45-mopeder, de förstnämnda som lätta motorcyklar.